# Клітня
Клі́тня — село в Україні, у Малинській територіальній громаді Коростенського району Житомирської області. Населення становить 93 особи (2001). 

## Населення

### Мова
Розподіл населення за рідною мовою за даними перепису 2001 року:
| Мова       | Кількість | Відсоток |
| ---------- | --------- | -------- |
| українська | 92        | 98.92%   |
| російська  | 1         | 1.08%    |
| Усього     | 93        | 100%     |

## Історія
У 1941—54 роках — адміністративний центр Клітнянської сільської ради Малинського району Житомирської області.
12 червня 2020 року, відповідно до розпорядження Кабінету Міністрів України № 711-р від 12 червня 2020 року «Про визначення адміністративних центрів та затвердження територій територіальних громад Житомирської області», територію та населені пункти Будо-Вороб'ївської сільської ради Малинського району включено до складу Малинської міської територіальної громади Коростенського району Житомирської області.